# Žabčice (železniční zastávka)
Žabčice jsou železniční zastávka, která se nachází v Žabčicích na Brněnsku. Zastávka leží v km 123,325 elektrizované dvoukolejné železniční trati Břeclav–Brno mezi stanicemi Vranovice a Hrušovany u Brna.
Zastávka je součástí Integrovaného dopravního systému JMK (linka S3), leží na západním okraji obce, před zastávkou je parkoviště a točna autobusu zajišťujícího navazující dopravu.

## Historie
Zastávka byla vybudovaná na trati Vídeň–Břeclav–Brno Severní dráhy císaře Ferdinanda v roce 1884. Již v roce 1839 však vzniknul projekt na výstavbu strážního domku s čekárnou pro návštěvy členů císařské rodiny na jejich zámku v Židlochovicích. Jednoduchou klasicistní stavbu, která již neslouží potřebám železnice, navrhl architekt severní dráhy Anton Jüngling (čp. 72).

### Názvy zastávky
- Schabschütz (1879–1884)
- Schabschitz (1884–1918)
- Žabčice (1918–1939)
- Schabschitz-Žabčice (1939–1945)[4]

## Zastávka
Zastávka má dvě nástupiště vně kolejí, která jsou propojená podchodem, od roku 2025 bezbariérovým. Kolej směr Vranovice má na nástupišti pouze přístřešek pro cestující, v opačném směru (na Brno) je nástupiště vybavenou zděnou čekárnou s lavicemi a knihovnou. Zastávka nemá pokladnu, odbavení je možné ve vlaku.